# István Konkoly

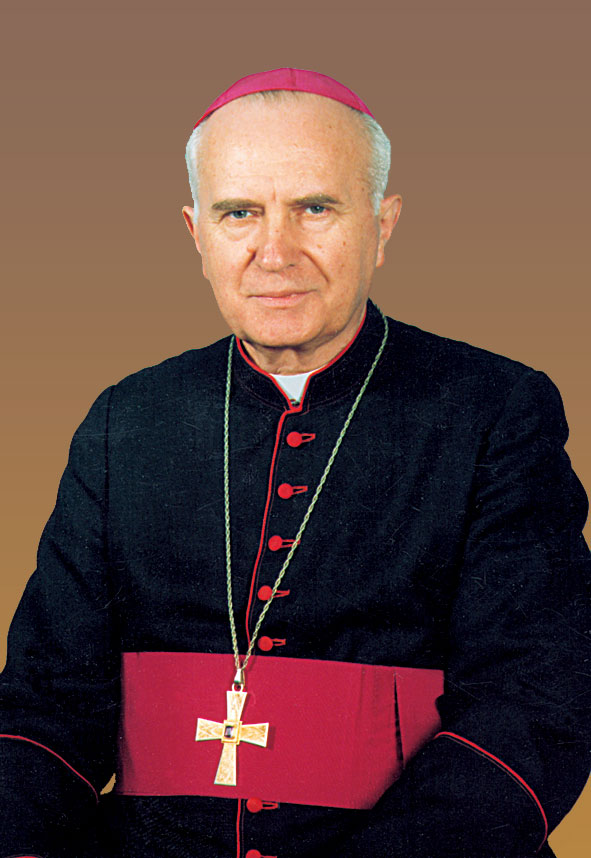
István Konkoly (2006)

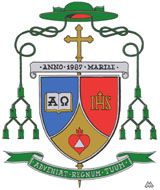
Wappen

István Konkoly (* 5. März 1930 in Kerkaszentmiklós, Komitat Zala, Königreich Ungarn; † 20. November 2017 in Szombathely, Komitat Vas) war ein ungarischer Geistlicher und römisch-katholischer Bischof von Szombathely.

## Leben
István Konkoly empfing am 20. Juni 1954 in der Kathedrale Mariä Heimsuchung in Szombathely die Priesterweihe. Er war Kaplan in Gyöngyösfalu, Szombathely, Rábagyarmat, Jánosháza  und Szőce. 1963 wurde er Sekretär von Erzbischof Sándor Kovács; 1972 wurde er Pfarrer von Gencsapáti.
Papst Johannes Paul II. ernannte ihn am 5. Juni 1987 zum Bischof von Szombathely. Die Bischofsweihe spendete ihm der Erzbischof von Esztergom-Budapest, László Paskai OFM, am 11. Juli desselben Jahres; Mitkonsekratoren waren Stefan László, Bischof von Eisenstadt, und József Szendi, Bischof von Veszprém. Kurz nach seiner Weihe wählte ihn die ungarische Bischofskonferenz zum Präsidenten des Nationalen Liturgischen Rates. Diese Position hatte er bis zu seiner Emeritierung inne.
1998 konnte er Papst Johannes Paul II. in seinem Bistum empfangen. Konkoly war 2001 Initiator des Seligsprechungsverfahrens für den Priester János Brenner, der aus dem Bistum Szombathely stammte. Auch die Seligsprechung von Ladislaus Batthyány-Strattmann ging auf sein Engagement zurück. In seiner Amtszeit wurde die 1945 schwer beschädigte Kathedrale Mariä Heimsuchung umfassend renoviert. Am 20. Juni 2006 nahm Papst Benedikt XVI. seinen altersbedingten Rücktritt an.

## Ehrungen und Auszeichnungen
- Schönvisner-István-Gedenkmedaille (2000)
- Verdienstorden der Republik Ungarn (Komtur) (2004)